# Al-Qaffāl al-Marwazī
Abū Bakr ʿAbdallāh ibn Ahmad al-Qaffāl al-Marwazī (arabisch أبو بكر عبد الله بن أحمد القفال المروزي, DMG Abū Bakr ʿAbdallāh ibn Aḥmad al-Qaffāl al-Marwazī; geboren 938; gestorben 1026 in Merw) war zu seiner Zeit der führende schafiitische Rechtsgelehrte von Chorasan. Zur Unterscheidung von dem bekannten transoxanischen Gelehrten al-Qaffāl asch-Schāschī (gest. 976) wird er auch “al-Qaffāl, der Jüngere”  (al-Qaffāl aṣ-ṣaġīr) genannt. Er galt als Haupt der „Tarīqa der Chorasaner“ (ṭarīqat al-Ḫurāsānīyīn) im Fiqh, sowie Abū Hāmid al-Isfarāyīnī (gest. 1016) Haupt der “Tarīqa der Iraker” (ṭarīqat al-ʿIrāqīyīn) war. Auch wird ihm zugeschrieben, den Ghaznawiden-Herrscher Mahmūd von Ghazna (reg. 998–1030), der vorher ein Anhänger der Hanafiten und Karrāmiten war, für den schafiitischen Madhhab gewonnen zu haben.

## Leben
Al-Qaffāl war in seiner Jugend als Schlosser (qaffāl) tätig. Die Spuren der Blasen, die er sich während seiner Tätigkeit als Handwerker zuzog, sollen sein Leben lang an seinen Händen sichtbar geblieben sein. Als Beispiel seiner Geschicklichkeit wird erwähnt, dass er einmal ein Schloss mit einem Schlüssel anfertigte, dass insgesamt nur vier Habba wog.
Erst im Alter von 30 Jahren begann sich al-Qaffāl mit der Rechtswissenschaft zu beschäftigen. Sein bekanntester Lehrer im Fiqh war Abū Zaid al-Fāschānī (gest. 981/82). Auch hörte er bei ihm und bei dem Qādī al-Chalīl ibn Ahmad as-Sidschzī Hadith. Hadith hörte er außerdem bei Lehrern in Merw, Buchara, Baikand und Herat. Al-Qaffāl lebte sehr asketisch.  Er war auf einem Auge blind, was er als ein schlechtes, von Gott verhängtes Schicksal betrachtete.
Al-Qaffāl hatte zahlreiche Schüler, die auch aus anderen Städten kamen, um bei ihm Fiqh zu lernen. Zu seinen namentlich bekannten Schülern gehörten Abū ʿAbdallāh Muhammad ibn ʿAbd al-Malik al-Masʿūdī (gest. 1029), Abū ʿAlī al-Husain ibn Schuʿaib as-Sindschī, Abū l-Qāsim ʿAbd ar-Rahmān ibn Muhammad ibn Fauzān al-Marawiza, der Qādī Husain ibn Muhammad und Abū Muhammad al-Dschuwainī, der Vater von Imām al-Haramain al-Dschuwainī. Einige seiner Schüler betätigten sich in Merw als Muhtasibs, wobei sie auch gegen das Gefolge des von Mahmūd von Ghazna eingesetzten Gouverneurs vorgingen. Als deswegen bei Mahmūd Klage erhoben wurde, billigte dieser ausdrücklich das Verhalten von al-Qaffāl und seinen Schülern.
Gegen Ende seines Lebens übermittelte al-Qaffāl auch Hadithe und diktierte diese zur Niederschrift. Er starb im Dschumādā II 417 (= Juli/August 1026) und wurde auf dem Sandschadān-Friedhof in Merw begraben.

## Werke
- Fatāwā, Fatwa-Sammlung, die 2011 von Muṣṭafā Maḥmūd al-Azharī ediert wurde (Digitalisat).
- Kommentar zu den Furūʿ Abū Bakr Muhammad ibn al-Haddād al-Misrī, die wahrscheinlich eines der gebräuchlichsten Handbücher der Merwer Schafiiten waren.[9]
- Kommentar zum Talḫīṣ von Ibn al-Qāss in mehreren Bänden.

## Bekehrung des Mahmūd von Ghazna zum schafiitischen Madhhab
Nach einem Bericht, den al-Dschuwainī in seiner Schrift Muġīṯ al-ḫalq fī tarǧīḥ al-qaul al-ḥaqq („Retter der Menschen hinsichtlich der Bevorzugung der wahren Rede“) war es auch  al-Qaffāl al-Marwazī, der den Ghaznawiden-Herrscher Mahmūd von Ghazna (reg. 998–1030) für den schafiitischen Madhhab gewann, nachdem dieser vorher dem hanafitischen Madhhab gefolgt war. Ausschlaggebend war demnach, dass al-Qaffāl in Anwesenheit des Herrscher zwei Mal das rituelle Gebet vollzog, wobei er sich beim ersten Mal an die Mindestanforderungen der Schafiiten und beim zweiten Mal an die Mindestanforderung der Hanafiten hielt. Der Bericht lautet, wie folgt: 

„Es wird erzählt, dass Sultan Tamīm ad-Daula und Amīn al-Milla Abū l-Qāsim Mahmūd, der Sohn von Sebüktigin, dem hanafitischen Madhhab folgte und von der Hadith-Wissenschaft begeistert war. In seiner Anwesenheit pflegte man von den Scheichen Hadith zu hören. Auch er hörte zu und ließ sich die Hadithe erklären. Dabei gewann er den Eindruck, dass die meisten Hadithe mit der Lehrrichtung asch-Schāfiʿīs übereinstimmten. So kam ihm der Gedanke, die Rechtsgelehrten der beiden Parteien in Merw zusammenzurufen und sie zu bitten, darüber zu disputieren, welche der beiden Lehrrichtungen vorzuziehen sei. Man vereinbarte, dass dem Herrscher zwei Gebetszyklen gemäß der schafiitischen und zwei gemäß der hanafitischen Madhhab vorgebetet werden sollten, damit er selber sehe und aufgrund eigener Überlegung entscheiden könne, welche besser sei. Hieraufhin verrichtete al-Qaffāl al-Marwazī von den Schafiiten ein Gebet mit vorschriftsmäßiger Reinheit, entsprechend den anerkannten Voraussetzungen der Sutra und Hinwendung zur Qibla, unter vollkommener Berücksichtigung aller wesentlichen Elemente, Formen, Sunna-Pflichten, Anstandsregeln und Fard-Pflichten. Von solcher Art war die von asch-Schāfiʿī allein für zulässig erklärte Form des Gebets. Hernach betete al-Qaffāl zwei Zyklen entsprechend dem, was Abū Hanīfa für zulässig erklärt hatte. Er bekleidete sich mit einem gegerbten Hundefell, bespritzte ein Viertel davon mit Unreinem (naǧāsa) und nahm die rituelle Reinigung mit Dattelwein vor. Da es mitten im Sommer in der Wüste war, sammelten sich auf dem Fell Fliegen und Mücken. Die rituelle Waschung nahm er in verkehrter Reihenfolge vor. Dann wählte er die Gebetsrichtung, trat ohne Nīya in den Weihezustand des Gebets ein, sprach den Takbīr auf Persisch, rezitierte dann als Koranvers auf Persisch „... zwei grüne Blätter...“ (Sure 55:64), nickte zweimal hastig mit dem Kopf, wie ein Hahn Körner pickt, ohne Trennung und Rumpfbeuge (rukūʿ), und erhob den Zeigefinger zur Schahāda und furzte zum Schluss, sprach aber keinen Gruß. Daraufhin sagte al-Qaffāl: „Sieh, o Herrscher, das ist das Gebet Abū Hanīfas“. Dieser antwortete: „Wenn Du das nicht gesagt hättest, so hätte ich Dich getötet, denn solch ein Gebet erklärt kein vernunftbegabter Mensch für zulässig.“ Da die anwesenden Hanafiten leugneten, dass dies ein hanafitisches Gebet sei, gab al-Qaffāl Anweisung, die Bücher der beiden Parteien zu bringen. Dann ließ der Herrscher einen christlichen Sekretär die Bücher der beiden Rechtsschulen vorlesen, und tatsächlich war das Gebet gemäß dem hanafitischen Madhhab so, wie al-Qaffāl es berichtet hatte. Hierauf wandte sich der Herrscher vom hanafitischen Madhhab ab und nahm den schafiitischen Madhhab an.“

Tādsch ad-Dīn as-Subkī schreibt, al-Qaffāl habe diese Erzählung selbst in seiner Fatwa-Sammlung vorgebracht; von dort habe sie dann al-Dschuwainī übernommen. Allerdings ist in der modernen Druckausgabe der Sammlung die Erzählung nicht enthalten. Tilman Nagel, der sich mit dieser Erzählung ausführlich in seiner Monographie über al-Dschuwainī auseinandergesetzt hat, vermutet, dass dessen Vater, der ein Schüler von al-Qaffāl war, sie von ihm übermittelt hat.
Das von al-Qaffāl vollzogene zweite Gebet hatte offensichtlich den Zweck, die Laxheit der hanafitischen Bestimmungen bloßzustellen. Darüber hinaus betonte es die bekannten Streitpunkte zwischen Hanafiten und Schafiiten hinsichtlich des rituellen Gebets und der ihr vorausgehenden rituellen Waschung. Dass al-Qaffāl bei diesem Gebet den Takbīr auf Persisch sprach und dann den Koranvers 55:64 ebenfalls auf Persisch rezitierte, wird zum Beispiel deshalb hervorgehoben, weil im Gegensatz zu den Hanafiten die Schafiiten beim Gebet und Koranvortrag den persischen Wortlaut nicht gelten ließen, selbst wenn er deren Sinn genau wiedergibt. Auch das Detail, dass al-Qaffāl beim zweiten Gebet ausgerechnet Koranvers 55:64 vortrug, der im arabischen Text aus einem einzigen Wort besteht, hat mit solchen Madhhab-Streitigkeiten zu tun. In diesem Fall betreffen sie die während des rituellen Gebetes zu tätigende Koranrezitation. Asch-Schāfiʿī verlangte nämlich, dass bei dieser Gelegenheit auf jeden Fall die erste Sure und dann vom Betenden frei zu wählende Abschnitte des Korans aufgesagt würden. Die Hanafiten dagegen vertraten die Meinung, schon ein einziger beliebiger Vers sei an dieser Stelle ausreichend.